# Sonic CD
Sonic the Hedgehog CD (también conocido como Sonic CD) es un juego de plataformas de 1993 desarrollado por Sega para ser usado mediante el periférico Sega CD/Mega-CD acoplado en la videoconsola Mega Drive/Genesis. Como Sonic the Hedgehog, el jugador intenta proteger un cuerpo extraterrestre, Little Planet, del Doctor Ivo Robotnik. Como en otros juegos de Sonic, Sonic recorre niveles temáticos mientras recoge anillos y derrota robots. Sonic CD introduce el viaje en el tiempo como mecánica de juego. Al viajar en el tiempo, los jugadores pueden acceder a varias versiones diferentes de cada escenario, con diseños, música y gráficos alternativos.
Sonic CD comenzó como un port del juego de Sega Genesis Sonic the Hedgehog, pero se convirtió en un proyecto independiente. Dirigidos por el cocreador de Sonic Naoto Ohshima, los desarrolladores pretendían demostrar las capacidades técnicas del Sega CD. Sonic CD presenta los debuts de los personajes recurrentes de Sonic Amy Rose y Metal Sonic, e incluye escenas animadas (realizadas por Toei Animation y Studio Junio). Se compusieron dos bandas sonoras: la que aparece en las versiones japonesa y europea fue compuesta por Naofumi Hataya y Masafumi Ogata, mientras que la de la versión norteamericana fue compuesta por Spencer Nilsen, David Young, y Mark Crew. Sonic CD salió a la venta a finales de 1993. Recibió elogios de la crítica y a menudo se le considera uno de los mejores juegos de Sonic y de plataformas. Los críticos alabaron su tamaño, su música y su función de viaje en el tiempo, aunque algunos opinaron que no aprovechaba todas las posibilidades del Sega CD. Vendió más de 1,5 millones de copias, convirtiéndose en el juego más vendido de Sega CD. Sonic CD fue portado a Windows como parte del sello Sega PC en 1996, y a PlayStation 2 y GameCube como parte de Sonic Gems Collection en 2005. Un remake, desarrollado por Christian Whitehead usando el Retro Engine, fue lanzado para varias plataformas en 2011 y reeditado como parte del recopilatorio Sonic Origins en 2022.

## Jugabilidad
Sonic CD es un videojuego de plataformas de desplazamiento lateral similar al Sonic the Hedgehog original. Los jugadores controlan a Sonic El Erizo mientras se aventura a impedir que su némesis Doctor Robotnik obtenga las mágicas Piedras del Tiempo y conquiste el Pequeño Planeta. Al igual que en juegos anteriores, Sonic puede destruir enemigos y objetos (como ciertas paredes y monitores de televisión que contienen power-ups) enrollándose en una bola, y recoge anillos como forma de salud. Sonic también puede realizar un "Giro Veloz" y un "Super Despegue", que aumentan su velocidad. El juego tiene siete niveles; cada uno se divide en tres zonas, la tercera de las cuales termina en una lucha contra el jefe con Robotnik (excepto la pista Polvo Estelar). Los jugadores comienzan con tres vidas, que se pierden al sufrir cualquier tipo de daño sin anillos en su posesión; perder todas las vidas resulta en un game over.
Sonic CD se diferencia de otros juegos de Sonic por su mecánica de viaje en el tiempo, que permite a los jugadores acceder a diferentes versiones de rondas ambientadas en el pasado, presente y futuro. La música cambia dentro de las diferentes zonas temporales, como remezclas de la música actual. Sonic comienza las dos primeras zonas en el presente. La tercera zona siempre está ambientada en el futuro, su línea temporal depende de si el jugador destruyó ambos transportadores. Viaja a través del tiempo golpeando señales etiquetadas como "pasado" o "futuro", manteniendo su velocidad después. Por defecto, las fases futuras están descuidadas y llenas de maquinaria después de que Robotnik haya conquistado el Pequeño Planeta, apropiadamente llamadas "futuros malos". Se anima a los jugadores a convertir cada zona en un "buen futuro", con colores brillantes, naturaleza próspera y sin enemigos. Para conseguir un buen futuro en cada zona, los jugadores deben viajar al pasado y destruir un transportador oculto donde aparecen robots enemigos. Conseguir un buen futuro en cada zona desbloquea el buen final del juego.
Al terminar un nivel con más de 50 anillos, Sonic puede acceder a una fase especial, en la que debe destruir seis OVNIS en un entorno pseudo-3D dentro de un límite de tiempo. El tiempo se reduce más rápido si el jugador corre por el agua, aunque un OVNI especial que aparece cuando el tiempo se está acabando concede tiempo extra si se destruye. Si el jugador destruye todos los ovnis antes de que se acabe el tiempo, gana una Piedra del Tiempo. Recoger las siete Piedras del Tiempo crea automáticamente un buen futuro en cada zona, desbloqueando el buen final. El juego también cuenta con un modo contrarreloj, en el que los jugadores pueden repetir los niveles completados para conseguir el tiempo más rápido posible; el "D.A. Garden", en el que los jugadores pueden escuchar la música de las zonas completadas; y un "Modo Visual", en el que los jugadores pueden ver las animaciones de apertura y cierre. El juego también incluye una función de guardado, que utiliza la memoria de respaldo del Sega CD.: 20 

## Trama
Algún tiempo después de su primera aventura (Sonic 1), Sonic CD comienza con Sonic corriendo hacia el Lago de Nunca Jamás, donde un cuerpo extraterrestre, el Pequeño Planeta aparece en el último mes de cada año. Su némesis, el Dr. Ivo Robotnik, ha encadenado el planeta a una montaña y ha empezado a transformarlo en una fortaleza gigante con su ejército de robots. Para ejecutar su plan, Robotnik utiliza las siete Piedras del Tiempo, unos diamantes que controlan el flujo del tiempo, ocultas en las distintas zonas. Sonic se adentra en el planeta, seguido por la enamorada Amy Rose, su autoproclamada novia. Robotnik envía a su nuevo invento, Metal Sonic, para secuestrar a Amy en Colisión Caos, atrayendo a Sonic al peligro.
Tras dejar atrás a Metal Sonic en la Pista Polvo Estelar y salvar a Amy, Sonic lucha y derrota a Robotnik en su guarida, Locura Metálica. Existen dos finales, dependiendo de si el jugador recogió o no las Piedras del Tiempo o logró un buen futuro en cada nivel. En el final bueno, Little Planet da las gracias a Sonic con una lluvia de estrellas y abandona el Lago de Nunca Jamás; en el final malo, al principio sería similar al final bueno, pero Robotnik utiliza las Piedras del Tiempo para traer al Pequeño Planeta de vuelta y se insta al jugador a volver a jugar para conseguir el final bueno.

## Desarrollo

### Antecedentes y concepción

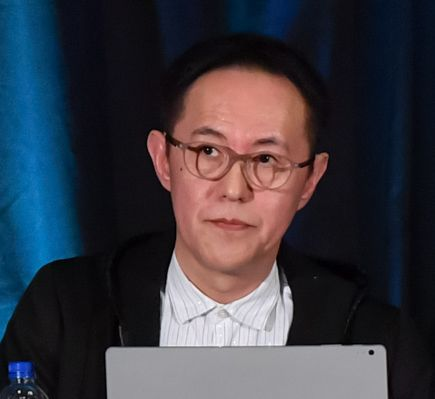
Naoto Ohshima director de Sonic CD en la Game Developers Conference de 2018

El Sonic the Hedgehog original de 1991 fue desarrollado por Sonic Team en Sega. Fue un gran éxito comercial y posicionó a Sega como el principal rival de Nintendo en el mercado de las consolas. El programador principal, Yuji Naka, descontento con las rígidas políticas corporativas de Sega de Japón, se trasladó con varios miembros del Sonic Team a Estados Unidos para desarrollar Sonic the Hedgehog 2 con el Sega Technical Institute (STI). Mientras tanto, Sega planeaba lanzar el complemento Sega CD para su Genesis, y quería un juego de Sonic que demostrara sus características más avanzadas. Naoto Ohshima, el diseñador de Sonic, fue el director de Sonic CD; el resto del equipo estaba formado por personal de Sega que había desarrollado The Revenge of Shinobi, Golden Axe II, y Streets of Rage. El equipo creó Sonic CD utilizando el código original de Sonic the Hedgehog como base (algo que también se hizo en Sonic the Hedgehog 2).
Sonic CD se concibió como un port mejorado de Sonic the Hedgehog para Sega CD, pero poco a poco se convirtió en un proyecto independiente. Primero se tituló CD Sonic the Hedgehog antes de ser rebautizado como Sonic CD. Ohshima no considera Sonic CD una secuela de Sonic the Hedgehog o Sonic 2, aunque el artista Yasushi Yamaguchi dijo que su historia podría situarse entre ambos.

### Diseño
Sonic the Hedgehog tenía un equilibrio entre velocidad y plataformas; STI se basó en la velocidad con los diseños de niveles más centrados de Sonic 2. Sin embargo, el equipo de Ohshima trató de centrarse en los aspectos de plataformas y exploración. Ohshima dijo: "nuestras ideas eran hacer el mundo y el escenario más grandes, y añadir más rejugabilidad, para que fuera algo que se pudiera disfrutar jugando durante mucho tiempo". Según el artista Kazuyuki Hoshino, al tratarse de un juego para Sega CD, el equipo quería que Sonic CD destacara sobre los anteriores juegos de Sonic. Visualmente, el juego se diseñó para parecerse al CGI; el sprite de Sonic de la pantalla de título se basó en una figura de Sonic de Taku Makino que el equipo fotografió y escaneó.
Sonic CD marca el debut de Amy Rose y Metal Sonic, ambos diseñados por Hoshino. Aunque Hoshino creó los gráficos de Amy, muchos miembros del equipo contribuyeron con ideas a su diseño. Su diadema y sus zapatillas deportivas reflejaban los gustos de Ohshima, mientras que sus modales reflejaban los rasgos que Hoshino buscaba en las mujeres de la época. Hoshino diseñó a Metal Sonic en respuesta al deseo de Ohshima de tener un rival fuerte para Sonic. Hoshino tuvo una imagen clara de Metal Sonic en su mente desde el momento en que recibió el encargo, y su diseño surgió tras unos pocos bocetos. Los gráficos de los personajes se crearon con el sistema gráfico propietario de Sega para la Genesis, el "Sega Digitizer MK-III", que contaba con un editor de mapas de bits y animaciones. El equipo utilizó principalmente computadoras Macintosh IIci. Los datos gráficos se almacenaban en disquetes de 3,5 pulgadas, que se entregaban al programador para que los incorporara al juego. Aunque Naka no participó directamente en Sonic CD, intercambió ideas de diseño con Ohshima.
Ohshima citó la película Regreso al futuro (1985) como influencia para el viaje en el tiempo. Los desarrolladores diseñaron cuatro variantes de cada escenario (una para cada periodo temporal). Ohshima esperaba que el periodo de tiempo cambiara instantáneamente con un efecto de "boom sónico", pero los programadores argumentaron que esto era imposible y produjeron en su lugar una secuencia de carga. Sega no presionó tanto al equipo que desarrollaba Sonic CD como al que desarrollaba Sonic 2. Ohshima pensaba que esto se debía a que Sonic CD no es una secuela numerada; lo consideraba una recreación del juego original. Los datos totales del juego de Sonic CD son de 21 megabytes (MB), comparados con los 1 MB de Sonic 2. El juego incluye escenas animadas producidas por Studio Junio y Toei Animation; el equipo utilizó un formato que proporcionaba imágenes sin comprimir al procesador de visualización de vídeo, lo que permitió obtener resultados superiores en contraste con la compresión Cinepak utilizada para otros juegos de Sega CD. Las fases especiales presentaban efectos de manipulación del plano de fondo similares a los del Modo 7. Las limitaciones de tiempo llevaron a recortar uno de los niveles.

### Música
La banda sonora japonesa/europea fue compuesta por Naofumi Hataya y Masafumi Ogata, que habían trabajado juntos en la versión de 8 bits de Sonic the Hedgehog 2. El juego incluye dos canciones: "Sonic - You Can Do Anything", a menudo conocida como "Toot Toot Sonic Warrior", compuesta por Ogata y escrita originalmente para Sonic the Hedgehog 2 (usada en el nivel Green Hills Zone), y "Cosmic Eternity - Believe in Yourself", compuesta por Hataya. Ambas están cantadas por Keiko Utoku. El equipo de composición se inspiró en house y techno de artistas como C+C Music Factory, Frankie Knuckles y the KLF.
Sega of America retrasó dos meses el lanzamiento norteamericano de Sonic CD para contar con una nueva banda sonora escrita y producida por Spencer Nilsen y David Young de Sega Multimedia Studio. Algunos temas fueron escritos y producidos por el teclista Mark "Sterling" Crew y cuentan con el percusionista Armando Peraza, ambos habían trabajado con Santana. Según Nilsen, la división de marketing americana de Sega creía que Sonic CD necesitaba una banda sonora más "rica y compleja" y un tema musical que pudieran utilizar para promocionarlo."Sonic - You Can Do Anything" y "Cosmic Eternity - Believe in Yourself" fueron sustituidos por "Sonic Boom", compuesto por Nilsen e interpretado por el grupo vocal femenino Pastiche. Las pistas de las fases "Pasado" no pudieron sustituirse porque eran pistas de PCM audio secuenciadas en lugar de audio CD de modo mixto.

## Lanzamiento
Sonic CD salió a la venta en Japón el 23 de septiembre de 1993. Tras ser retrasado por la nueva banda sonora, fue lanzado mundialmente en Norteamérica y Europa el 23 de noviembre de 1993 junto a Sonic Chaos y Sonic Spinball como parte de la estrategia de lanzamiento de Sega "Sonic Three on One Day". Sonic CD fue el juego insignia de Sega CD y su único juego de Sonic. Una versión mejorada del Sonic the Hedgehog original y una versión de Popful Mail con temática de Sonic fueron cancelados.

## Reediciones

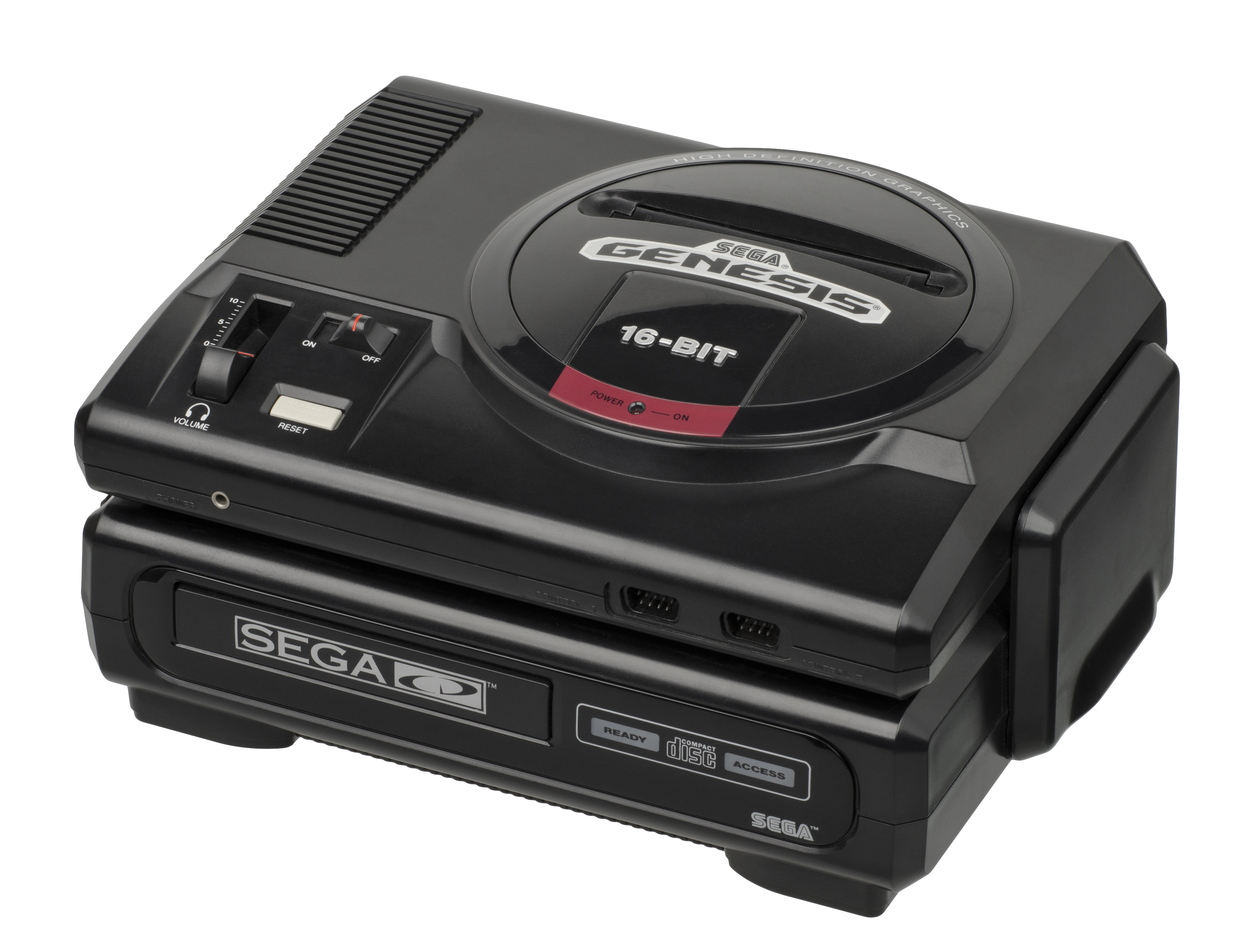
Sonic CD fue lanzado originalmente para el Sega CD (visto aquí acoplado debajo de la Genesis)

Se lanzaron dos versiones de Sonic CD para Windows: una en 1995 para procesadores Intel Pentium, y otra en 1996 para DirectX. La versión Pentium sólo se incluía con los ordenadores nuevos y nunca se vendió en las tiendas; Sega trabajó con Intel para que el juego funcionara correctamente. La versión DirectX se lanzó bajo el sello Sega PC y distribuido por SoftKey en Norteamérica el 8 de julio y en Japón el 9 de agosto. Esta versión es en su mayor parte idéntica al lanzamiento original, pero se añadieron pantallas de carga y solo es compatible con versiones antiguas de Windows. Ambas versiones para Windows utilizan la banda sonora norteamericana.
La versión para Windows de 1996 se portó a GameCube y PlayStation 2 en agosto de 2005 para Sonic Gems Collection. Este port utiliza la banda sonora original en Japón y la banda sonora norteamericana en el resto. Los ports introdujeron algunos problemas gráficos, como una presentación borrosa antiparpadeo, pero la animación de apertura se presenta en una vista fullscreen de mayor calidad.
En 2009, el programador independiente Christian Whitehead produjo un prueba de concepto de una versión remasterizada del juego, utilizando su Retro Engine, ejecutándose en iOS. Sega lanzó esta versión en diciembre de 2011 para Android, iOS, PlayStation 3, y Xbox 360, y posteriormente en enero de 2012 para Windows a través de Steam con la ayuda de BlitWorks en los ports para PC y consolas. La remasterización incluye mejoras como gráficos en pantalla panorámica, detección de colisiones ajustada para hacer que los viajes en el tiempo sean más sencillos. Whitehead diseñó dos fases originales, pero fueron excluidas ya que Sega quería mantener el juego fiel al lanzamiento original. El remaster no se lanzó en Wii ya que superaba el tamaño de descarga de WiiWare. Se incluyó en el recopilatorio de 2022 Sonic Origins, que eliminó las líneas de voz para Sonic y Amy. La propia Amy y Knuckles también se convirtieron en personajes seleccionables para el juego en una actualización posterior de Origins.

## Recepción
La versión para Sega CD vendió más de 1,5 millones de copias, lo que la convirtió en la más vendida del sistema. En el Reino Unido, fue el juego de Mega CD más vendido en diciembre de 1993.
El juego recibió elogios de la crítica. La presentación, el aspecto visual y el sonido fueron elogiados. Computer and Video Games escribió que, aunque Sonic CD no aprovechaba al máximo las posibilidades del Sega CD, los gráficos y el sonido del juego seguían siendo excelentes, y calificó la música "de la talla de 2Unlimited y Bizarre Inc". Electronic Games dijo que el juego tenía un aspecto similar al de juegos más antiguos y utilizaba mínimamente las funciones especiales del Sega CD, pero esto no le restaba calidad. Se destacó que la música hacía que Sonic CD "destacara por encima de los demás"; el crítico escribió que ayudaba a añadir riqueza al juego. Los críticos de Electronic Gaming Monthly (EGM) alabaron las cinemáticas animadas y el sonido del juego, pero señalaron caídas de frame rate durante las fases especiales. Las opiniones retrospectivas sobre la presentación también han sido positivas. IGN elogió sus colores vibrantes y consideró que el juego tenía buen aspecto, y GamesRadar pensó que su música resistió la prueba del tiempo, escribiendo: "Lo que debió de quedar anticuado muy rápidamente en la década de 1990 resulta de algún modo totalmente fresco hoy".
La crítica se mostró dividida ante el cambio de banda sonora en las versiones norteamericanas. GameFan, que había dado a la versión japonesa de Sonic CD una puntuación del 100%, arremetió contra el cambio. El editor de GameFan Dave Halverson calificó el cambio de "atrocidad que sigue siendo la mayor injusticia en la historia de la localización". El crítico de GamesRadar dijo que apagó su GameCube disgustado cuando se dio cuenta de que Sonic Gems Collection usaba la banda sonora americana. En una entrevista de 2008, Nilsen dijo: "Creo que los críticos buscaban una forma de criticar el juego... era como si hubiéramos sustituido la música de Star Wars después de que la película llevara un tiempo en cartelera."
La jugabilidad también recibió muchos elogios. En EGM admiraron la diversidad de niveles y consideraron que el viaje en el tiempo añadía profundidad. Electronic Games escribió que Sonic CD se jugaba tan bien como los anteriores juegos de Sonic, y que el viaje en el tiempo -junto con los grandes niveles llenos de secretos y fases especiales al estilo de Super Mario Kart- añadía rejugabilidad. Sega Pro también destacó la ampliación de los entornos y la rejugabilidad añadida por el viaje en el tiempo, escribiendo que "cuanto más juegas a Sonic CD mejor se pone", pero consideraba que el juego era demasiado fácil. En su número de debut, Sega Magazine dijo que Sonic CD era "potencialmente un clásico". GameSpot destacó el "interesante diseño de niveles y la jugabilidad de viajes en el tiempo" como un importante punto de venta, diciendo que proporcionaba una visión única de la fórmula clásica de Sonic.
Los críticos escribieron que Sonic CD era uno de los mejores juegos de Sega CD. Electronic Games lo calificó de imprescindible, y Sega Pro dijo que era "brillante", imaginativo y que valía más que su precio. Destructoid lo describió como "un sello de excelencia", creativo, extraño y emocionante, y dijo que "perderse Sonic CD sería perderse algo de lo mejor de la franquicia".
La recepción de las versiones posteriores de Sonic CD fue variada. GameSpot consideró inferior la versión para Windows de 1996, criticando su rendimiento técnico y su jugabilidad "tediosa y monótona". El crítico escribió que "aquellos que hayan jugado a Sonic en un sistema de juego de Sega no encontrarán nada nuevo aquí" y que no merecía la pena su precio de 50 dólares. Las críticas de la versión en Sonic Gems Collection fueron favorables. IGN recordaba Sonic CD como una de las mejores cosas del Sega CD y lo calificaba de sobresaliente en la compilación, además de un importante argumento de venta. Eurogamer escribió: "Alégrate por Sonic CD... Pero no te alegres por nada más (de Sonic Gems Collection), porque en su mayor parte es basura." Según Metacritic, la versión para consolas de 2011 recibió "críticas generalmente favorables", mientras que la versión para iOS recibió una "aclamación universal". Sonic CD es frecuentemente nombrado entre los mejores juegos de Sonic y juegos de plataformas. En 1997, EGM lo nombró el 17º mejor juego de consola de todos los tiempos, citando los niveles de bonificación y la introducción animada.

## Legado
La historia de Sonic CD fue adaptada en el 25º número de la serie de cómics Sonic the Hedgehog de Archie Comics. La adaptación presentó algunos cambios en la historia, como que Tails fuera un personaje importante y que Metal Sonic tuviera la capacidad de hablar. La editorial británica Fleetway Publications publicó su propia adaptación en Sonic the Comic. El número final del cómic de Archie, el #290 (diciembre de 2016), también incluyó un recuento de la historia del juego.
Dos personajes introducidos en el juego, Amy Rose y Metal Sonic, se convirtieron en personajes recurrentes de la serie Sonic. Metal Sonic apareció como antagonista principal en Knuckles' Chaotix (1995), el OVA Sonic the Hedgehog (1996), Sonic Heroes (2003), Sonic the Hedgehog 4: Episodio II (2012) y Sonic Mania (2017). Amy Rose aparece sobre todo en Sonic Adventure. Las secuencias animadas de Sonic CD se incluyeron como bonus en el recopilatorio Sonic Jam (1997), y "Sonic Boom" se utilizó como uno de los temas de Sonic en Super Smash Bros. Brawl (2008).
En 2011, con motivo del 20 aniversario de la franquicia Sonic, Sega lanzó Sonic Generations, que incluye remakes de varias fases de Sonic. Ambas versiones incluyen una nueva versión de la batalla contra Metal Sonic. Sonic Mania, producido con motivo del 25º aniversario de la serie, incluye versiones actualizadas de los niveles Metallic Madness y Stardust Speedway de Sonic CD, así como una batalla contra Metal Sonic.